# Macumaru Teiicsi
Macumaru Teiicsi (Tokió, 1909. február 28. – 1997. január 6.) japán válogatott labdarúgó.

## Nemzeti válogatott
A japán válogatottban 3 mérkőzést játszott.

## Statisztika
| Japán válogatott | Japán válogatott | Japán válogatott |
| Időszak          | Mérk.            | gól              |
| ---------------- | ---------------- | ---------------- |
| 1934             | 3                | 0                |
| Összesen         | 3                | 0                |